# 위키백과, 우리 모두의 백과사전
《위키백과, 우리 모두의 백과사전》은 한국어 위키백과의 베테랑 사용자 진주완, 정철, 류철이 공동으로 저술한 책이다. 위키백과의 소개, 위키백과에 대하여 궁금한 점의 해결, 새 사용자를 위한 입문서를 목적으로 하고 있다. 한국위키미디어협회의 지원으로 출판되었다.

## 목차
책의 목차는 아래와 같다.
- 추천사(한국위키미디어협회 이사장 이만재)
- 들어가며
- 1부 위키백과, 우리 모두의 백과사전
  - 1장 위키백과, 정체를 밝혀라!
  - 2장 위키백과를 이루는 것들
  - 3장 위키백과의 역사
  - 4장 위키백과 사용 가이드
  - 5장 위키백과의 자매 프로젝트
- 2부 Q&A로 살펴보는 위키백과
  - 1장 왜 어떤 것은 된다고 하고, 어떤 것은 안 된다고 하나요?
  - 2장 위키백과는 누가 만드나요?
  - 3장 위키백과의 안과 밖
  - 4장 조금 기술적이거나 대답하기 난감한 질문들
- 3부 위키백과 편집 매뉴얼
  - 1장 일단 눌러보자
  - 2장 위키백과인이 되는 지름길, 토론하기

## 관련 행사

### 좌담회
2018년 10월 6일 개최된 위키컨퍼런스 서울 2018에서 이 도서를 소개하고, 저자들의 생각을 밝히는 좌담회가 있었다. 해당 좌담회의 영상은 한국위키미디어협회 유튜브 채널에도 게시되었다.

### 라디오
공동 저자 중 한 명인 사용자 정철이 2018년 11월 25일 《라디오 북클럽 백영옥입니다》에 초대 받아서, 이 책이 만들어진 과정, 사용자들이 위키백과에 참여하는 동기, 위키백과의 설립 과정, 집단 지성을 통해 문서를 발전시켜나가는 모습 등을 다루었다.

## 같이 보기
- 위키백과
- 한국어 위키백과
- 위키백과 소개